# Theodor Svedberg
Theodor Svedberg (Valbo, 1884. augusztus 30. – Kopparberg, 1971. február 25.) Nobel-díjas svéd kémikus. 1926-ban kémiai Nobel-díjat kapott az általa kifejlesztett ultracentrifugával, kolloidokon és fehérjéken végzett kutatásaiért. Svedberg az 1900-as évek közepétől az 1940-es évek végéig az Uppsalai Egyetemen tevékenykedett. Docensként kezdte, majd 1912-ben az egyetem Fizikai-Kémia Intézetének tanára lett. Miután 1949-ben elhagyta Uppsalát, Svedberg 1967-ig a Gustaf Werner Intézet (azóta svedberg laboratórium) vezetője volt.
Svedberget 1944-ben a Royal Society külföldi tagjává (ForMemRS) és 1945-ben a National Academy of Sciences tagjává is kinevezték.

## Élete
Svedberg 1884. augusztus 30-án a svédországi Valbóban született. Augusta Alstermark és Elias Svedberg egyetlen gyermekeként született, édesapja mérnök volt, svéd és norvég vasműveket irányított. Ennek ellenére a családnak időről időre anyagi gondjai voltak.
Fiatalkorában Svedberg (részben apja hatására) botanikával és a tudomány egyéb ágazataival foglalkozott. Gimnazista korában már egyedi kutatást végzett és tudományos kísérleteket hajtott végre. Felsőoktatási végzettségét Svédországban, az Uppsalai Egyetemen végezte el. Alapdiplomáját 1905-ben, mesterdiplomáját 1907-ben, majd Ph.D-jét 1908-ban szerezte meg. Disszertációja, a Die Methoden zur Herstellung Kolloider Lösungen anorganischer Stoffe a kolloidkémia klasszikus könyvévé vált.
1923 elején meghívást kapott a Wisconsini Egyetemre (USA) ahol fél évet töltött, majd visszatért Uppsalába. Továbbra is a kolloidok kémiájával, molekulák méretének meghatározásával, az elektroforézis módszereivel, az ultracentrifuga fejlesztésével és kolloidrészecskék szétválasztásával foglalkozott.
1971. február 25-én halt meg a svéd Örebro városában.